# Wasserburg Riedern

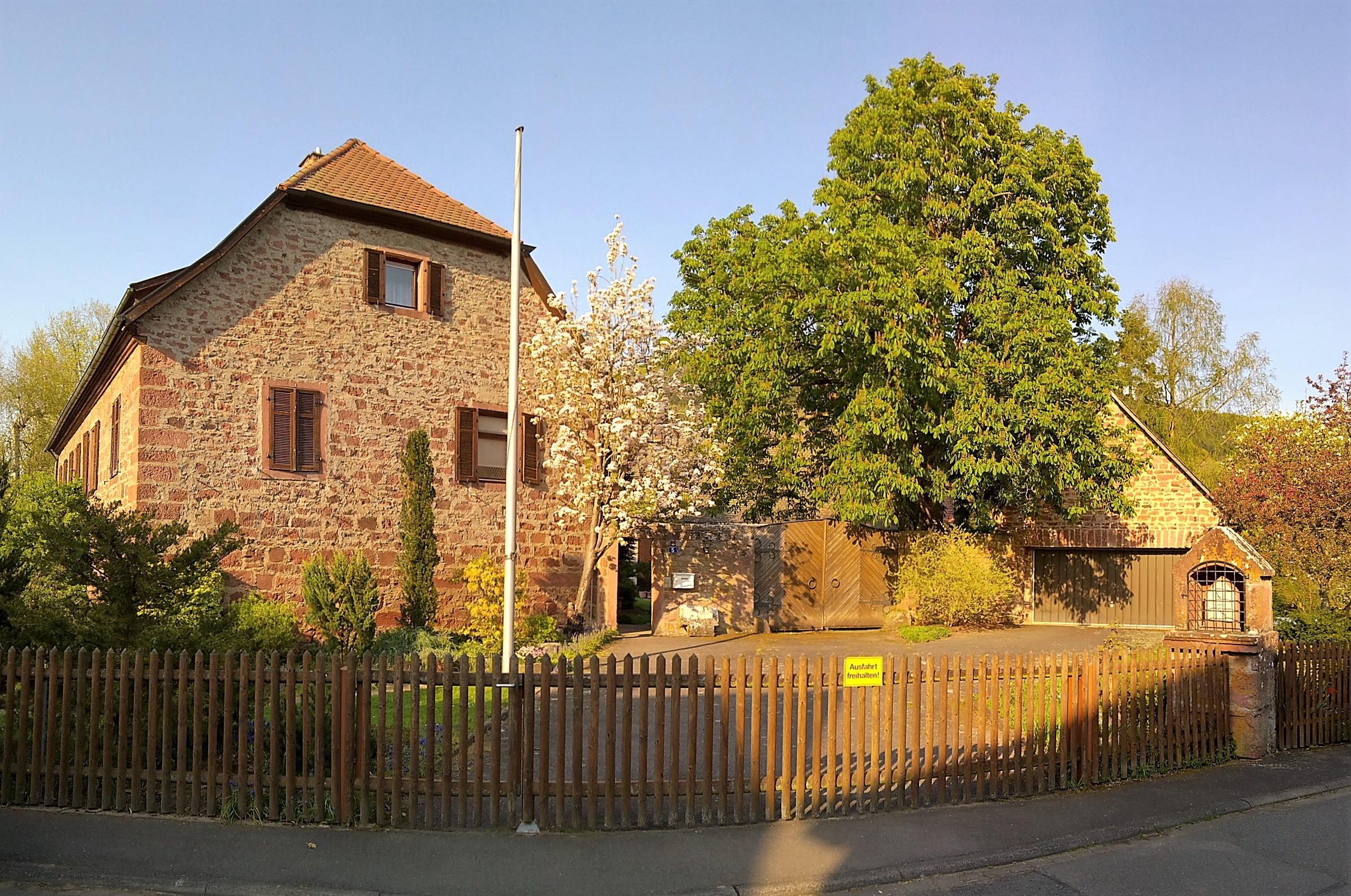
Heutiges Hauptgebäude

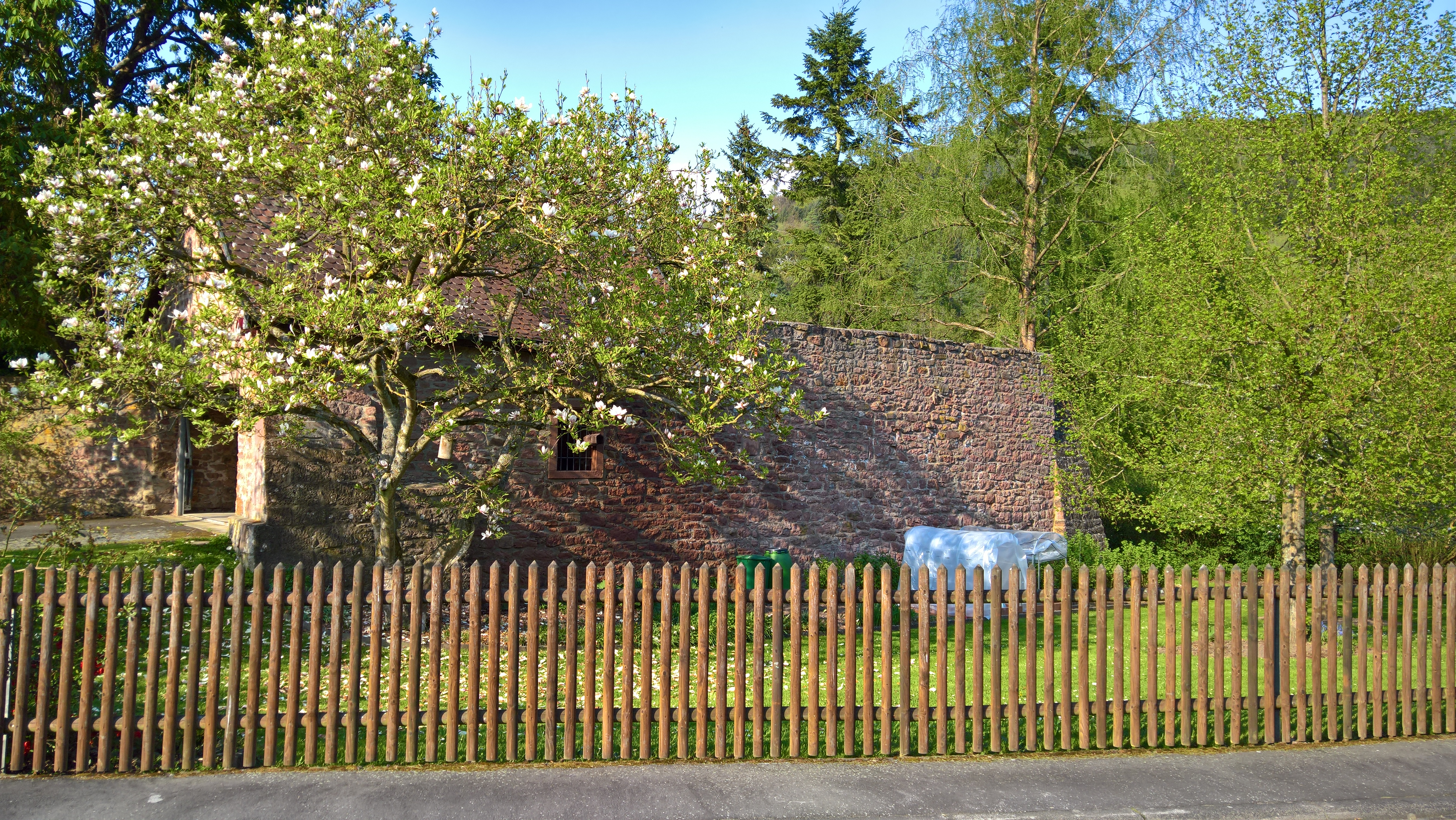
Teile der ehemaligen Ringmauer, Graben verlandet

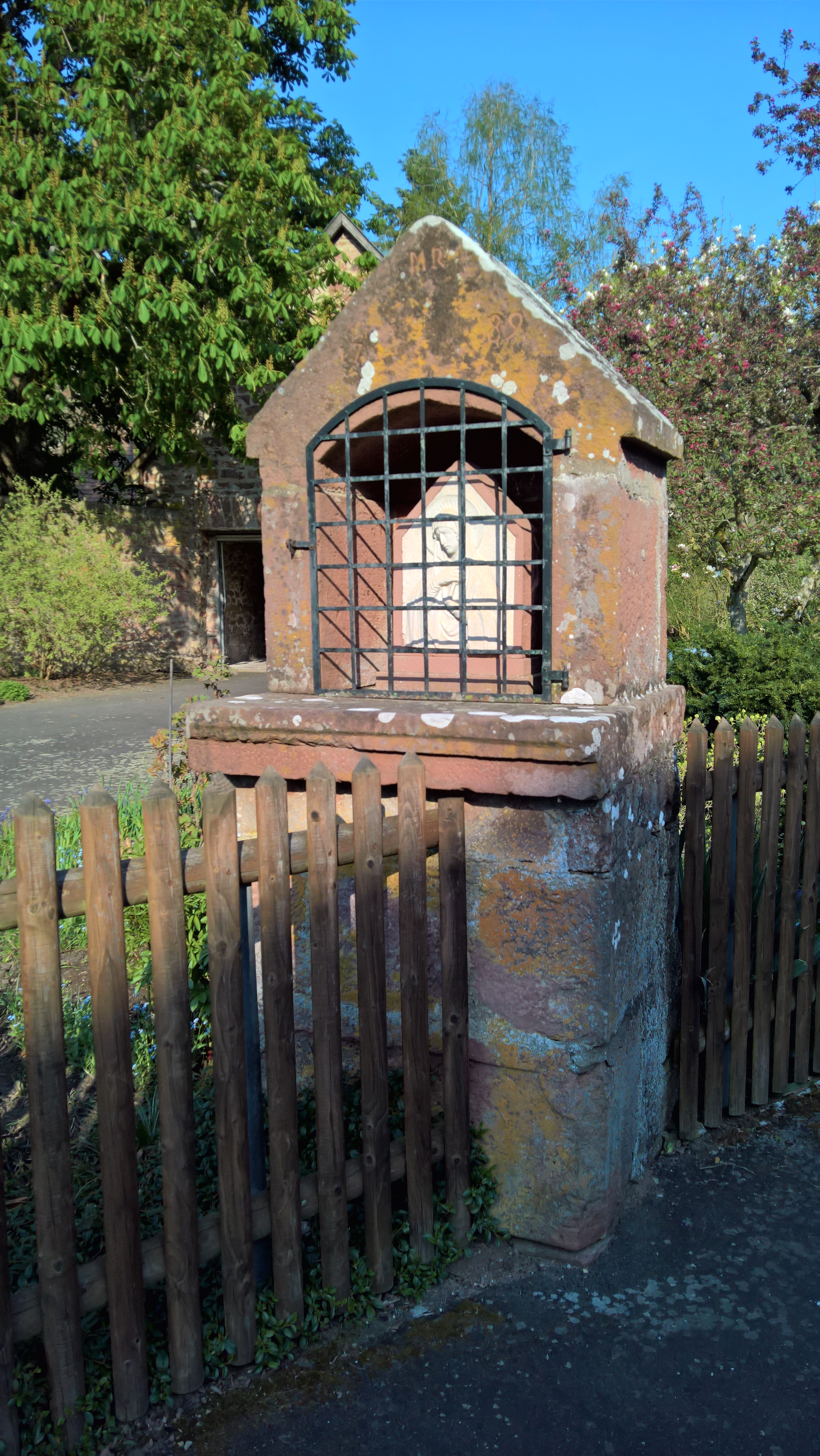
Bildhäuschen von 1789

Die Wasserburg Riedern war eine mittelalterliche Wasserburg im heutigen Ortsteil Riedern der Gemeinde Eichenbühl im unterfränkischen Landkreis Miltenberg in Bayern.

## Geographische Lage
Die Wasserburg liegt in Ortslage in der Region Bayerischer Untermain am Nordostrand des Odenwaldes und am Südrand des Spessarts (Wertheimer Hochfläche). Die postalische Adresse ist Forsthausstraße 5.

## Geschichte
Die Burg ist vermutlich die Stammburg des Adelsgeschlechtes von Riedern, die sich nach dem Ort benannten und Güter der Gegend und des Ortes in Besitz hatten beziehungsweise damit belehnt wurden. Als reichsfreies Adelsgeschlecht waren sie im Ritterkanton Odenwald organisiert.
Wie ihre Lehensverhältnisse sind auch die Burgbesitzungen gleich. Nachweisbar ist die Burg am 19. März 1369 in einer Urkunde mit den Grafen von Wertheim. Dabei wird die Burg als „Schloss zu Riedern“ bezeichnet und ist eine Ganerbenburg verschiedener Zweige der Riedener. Diese schließen untereinander einen Burgfrieden, beschreiben im Öffnungsrecht, wie im Kriegsfalle die Burghut, also Hilfe untereinander, zu leisten ist und tragen die Burg Johann I. von Wertheim zu Lehen auf. Die Riedener versuchten zwischen den mächtigen Herren ihrer Zeit zu lavieren und waren Lehensnehmer verschiedener Herren, neben denen von Wertheim auch der Herren von Rieneck und von Dürn sowie der geistlichen Herrschaften Kurmainz und Diözese Herbipolensis.
Die Burg war zuerst nur ein Festes Haus oder ein Wohnturm, ähnlich dem Templerhaus Amorbach. Im Laufe der Jahre wurde die Burg jedoch zu einer Wasserburg mit hohem Bergfried und mit bis zu sieben Meter hohen Ringmauern mit umlaufenden überdachten Wehrgängen ausgebaut. Die Burg hatte zwei breite Wassergräben. Eine weitere, dritte und natürliche Barriere bildete die Erf, die im weiten Bogen heute noch die Reste der Burg umfließt.
Schon 1374 ist einer der Riedernschen Ganerben Lehensträger von Kurmainz und erhält das Recht, seinen Anteil am Sloßes Rydern zu verpfänden. Um 1390 ist der Mainzer Erzbischof Konrad II. von Weinsberg im Besitz der halben Burg.
1448 verkaufte Peter von Riedern seinem Schwager Anton von Wittstadt seinen Erbteil an der Burg Riedern inklusive Zubehör. Bis 1475 stand die Burg mit seinen verschiedenen Ganerben noch im Lehensverhältnis mit Wertheim.
Im März 1515 verleiht in einer Urkunde der Erzbischof von Mainz Albrecht von Brandenburg an die Brüder Asmus, Philipp und Christoph von Riedern ein Viertel an der Burg zu Riedern, welches deren Ahnherr Philipp von Riedern mit Zustimmung des früheren Erzbischofs Diether von Isenburg von Georg von Riedern gekauft hatte und danach Wendel und Asmus von Riedern in Besitz hatten. Das bedeutet, dass schon nach 1475 Kurmainz im Besitz des Gebietes war. Möglicherweise haben aber auch die verschiedenen Ganerben ihre Anteile verschiedenen Lehensherren aufgetragen, was unwahrscheinlich ist, aber nicht ausgeschlossen.
1632 wird beurkundet, dass Hans Kaspar von Herda zu Domeneck und Assumstadt, königlich schwedischer Oberamtmann zu Miltenberg, nach dem Aussterben der Riedener mit dem Tod Alexanders von Riedern 1588 die Burg Riedern und anderes Zubehör geerbt hat. Grund der Urkunde war der Versuch des bayerischen Statthalters zu Heidelberg Heinrich von Metternich, bei der Besetzung der Kurpfalz die Burg der Riederner als kurpfälzisches Lehen für sich als heimgefallen einzuziehen.
Dabei gab es schon im Oktober 1589 Streit zwischen Graf Ludwig von Löwenstein und Graf Dietrich von Manderscheid wegen des halben Riedernschen Erbes, „das Diedrich eigenmächtig seinem Rat Dr. Johann Koch zum Kreuz übertragen hatte“.
1780 wird das Torhaus als kurmainzisches Jagdschlösschen (späteres Forsthaus) umgebaut, dabei wird auch der Bergfried niedergelegt.
Vermutlich 1803 kamen Burg und Ort zu den Fürsten von Leiningen, drei Jahre später an das Großherzogtum Baden, 1810 ans Großherzogtum Hessen. Nur sechs Jahre später, 1816, fiel die Gegend schließlich an Bayern.
Am 1. Juli 1974 wurde das Anwesen mit dem Ort in die Gemeinde Eichenbühl eingemeindet.

## Baubeschreibung
Die Gräben der Wasserburg wurden mit dem Wasser der Erf gefüllt. Die Burg besaß eine mächtige spätmittelalterliche Burgmauer aus Sandstein mit Stützpfeilern und Schlüsselloch-Schießscharten und mit einem Torhaus. Gebäude in Fachwerk sind noch vorhanden: Die Scheune ist ein Fachwerkgebäude mit Satteldach aus dem 18. und 19. Jahrhundert, einem Nebengebäude mit kleinem Satteldachbau an der Ringmauer ebenfalls aus dem 18. und 19. Jahrhundert, inzwischen stark verändert. Das jetzige Wohnhaus ist ein eingeschossiger Halbwalmdachbau auf hohem Kellersockel aus Sandstein, dem 18. Jahrhundert zugeordnet. Am Anwesen steht ein Bildhäuschen über gemauertem Tischsockel und einem Satteldach-Nischenaufsatz aus Sandstein mit den Initialen MR und der Jahreszahl 1789.

## Heutige Nutzung
Das Anwesen ist in Privatbesitz. Das Anwesen ist in Einzelteilen Baudenkmal entsprechend der Bayerischen Denkmalliste auf Basis des bayerischen Denkmalschutzgesetzes vom 1. Oktober 1973.